# Litouws honkbalteam

De Litouwse vlag.

Het Litouws honkbalteam is het nationale honkbalteam van Litouwen. Het team vertegenwoordigt Litouwen tijdens internationale wedstrijden. De coach is Sigitas Kamandulis.
Het Litouws honkbalteam sloot zich in 1992 aan bij de Europese Honkbalfederatie (CEB), de continentale bond voor Europa van de IBAF.

## Europees kampioenschap onder-21
Litouwen behaalde één keer een medaille op de Europese kampioenschappen honkbal onder-21. De bronzen plak, behaald in 2016.
| Editie    | 2016  |
| Prestatie | Brons |

## Kampioenschappen

### Europees kampioenschap onder-15
Voormalig onder-16 (t/m 2011).

De vierde plaats behaalde Litouwen in 2014 op de Europese kampioenschappen honkbal onder-15.
| Editie    | 2008 | 2014 |
| Prestatie | 8e   | 4e   |

### Europees kampioenschap onder-12
Litouwen behaalde drie keer een medaille op de Europese kampioenschappen honkbal onder-12. De zilveren plak, behaald in 2013 is de hoogst behaalde positie.
| Editie    | 2007 | 2008 | 2009 | 2010  | 2011 | 2012  | 2013   | 2014 |
| Prestatie | 4e   | 5e   | 5e   | Brons | 4e   | Brons | Zilver | 4e   |